# Comps-sur-Artuby
Comps-sur-Artuby – miejscowość i gmina we Francji, w regionie Prowansja-Alpy-Lazurowe Wybrzeże, w departamencie Var.
Według danych na rok 1990 gminę zamieszkiwały 272 osoby, a gęstość zaludnienia wynosiła 4 osoby/km² (wśród 963 gmin regionu Prowansja-Alpy-W. Lazurowe Comps-sur-Artuby plasuje się na 580. miejscu pod względem liczby ludności, natomiast pod względem powierzchni na miejscu 91.).